# Сірик Анатолій Силович
Сірик Анатолій Силович

## Біографія
Народжений 28 вересня 1939 року в містечку Чуднові, що на Житомирському Поділлі. Опісля закінчення Чуднівської середньої школи вчився на будівничому факультеті Житомирського технікуму механічної обробки деревини, згодом студіював філологію в Київському університеті ім. Тараса Шевченка.
Майже двадцять років жив і працював у Черкасах, де якийсь час очолював літературну студію ім. Василя Симоненка.
Понад десяток літ (1981—1991) пробував у Литві, в місті-курорті Друскінінкаї над Нямунасом, де, працюючи, вивчав литовську мову та літературу, долучаючись до перекладу на українську литовських поеток і поетів.
У вересні 1991 року повернувся в Україну й оселився в Житомирі, тут працював редактором житомирського видавництва «Вісник», був одним із співзасновників приватного видавництва «Сі-еН-еС», директорував у нього.

## Літературна творчість
Дебютував поезіями в республіканській періодиці з 1968 року: альманах «Вітрила-68», «Літературна Україна», щоквартальник «Поезія-69», часопис «Дніпро». Опріч багатьох виданих поетичних збірок й інших книжок, упорядкував збірник українських народних казок «Чарівна скрипка», спромігся як редактор-упорядник (заодно й художник) видати поетичний альманах Житомирщини «Косень '93» та книжку «Максим Рильський. В муках моїх золотих».
Співучасник літературних свят Литви «Весна поезії '86, '87», IV Міжнародної Конференції  Перекладачів литовської літератури (Вільнюс, 1988), Першого Всесвітнього фестивалю української поезії «Золотий гомін» (Київ, 1990) та Поетичної Друскінінкайської Осені (Друскінінкай, 1990).
Лауреат літературної премії ім. Володимира Свідзинського.

### Окремі поетичні видання
- Проріст (поезії й переклади), Київ, 1989.
- З колиски літа, Житомир, 1992.
- Астральний біль, Житомир, 1993.
- Трава з довгою волоттю (українською та англійською), Житомир,1993.
- Вглядання в узвичаєні кольори, Житомир, 1993.
- Terra incognita, Житомир, 1993.
- Без назви, Житомир, 1993.
- Постать з відсутнім лицем, Житомир, 1994.
- Обіч пензля й мастихіна, Житомир, 1994.
- Квітка споришу, Житомир, 1994.
- Амплітуди, Житомир, 1994.
- Морфологія простору, Житомир, 1994.
- Licentia poetica, Житомир, 1995.
- Юридика, або Слід від равлика, Житомир, 1997.
- Несправжній квітник. Netikras gelynas (переклади з литовської), Житомир, 2000.
- Тонка нитка лексем (книжка поезій та поем), Житомир, 2003.

### Інші публікації
- Золотий гомін (Українська поезія світу), Київ, 1991.
- Часопис «Київ», Київ, 1993.
- Часопис «Однокласник», Київ, 1991—1993.
- Часопис «Заложники Чорнобиля», Житомир, 1993.
- Альманах «Косень-93» (Поезія Житомирщини).
- Журнал «Свято-Вид», Київ-Нью-Йорк, 1994.
- Журнал «Золоті ворота", Київ, 1994.
- Журнал «Авжеж!», Житомир, 1991,1992,1995.
- Часопис «Україна», Київ, 1996.
- Журнал «Косень», Житомир,1999.
- В тінявій тиші слів (есеїстична книжка), Житомир, 2000.
- Антологія української поезії другої половини ХХ ст., Київ, 2001.
- Трактат «Мова творить народ», Житомир, 2009.
- Трактат «Етнікон», Житомир, 2009.
- Чарівна скрипка (Українські народні казки. Упорядкування), Житомир, 1992.
- Максим Рильський. В муках моїх золотих (Редактор-упорядник, заодно й художник), Житомир,1998.

### Публіцистичні статті
- Вільне слово, Рентабельна неписемність, 1991.
- Житомирський вісник, Сам собі думаю-гадаю, 1993.
- Прес-форум, Шараварщина…, 1994.
- Слово просвіти, «Вік героїв величний надходить…»,1994.
- Прес-форум, Чи потрібні Україні українські інтелігенти?, 1996.
- Місто, Відсвіт Старочуднівської Гути, 1997.